# Стежериш (Клуж)
Стежериш (рум. Stejeriș) насеље је у Румунији у округу Клуж у општини Молдовенешти. Oпштина се налази на надморској висини од 341 m.

## Становништво
Према подацима из 2002. године у насељу је живело 195 становника.

### Попис2002.
| Расподела становништва по националности 2002.‍ | Расподела становништва по националности 2002.‍ | Расподела становништва по националности 2002.‍ | Расподела становништва по националности 2002.‍ | Расподела становништва по националности 2002.‍ |
| --------------------------------------------- | --------------------------------------------- | --------------------------------------------- | --------------------------------------------- | --------------------------------------------- |
|                                               |                                               |                                               |                                               |                                               |
| Румуни                                        | Румуни                                        |                                               | 56                                            | 28,7%                                         |
| Мађари                                        | Мађари                                        |                                               | 139                                           | 71,3%                                         |